# یخ‌ماهیان روغنی
یخ‌ماهیان روغنی (نام علمی: Nototheniidae) نام یک تیره از راسته سوف‌ماهی‌سانان است.